# Salonul numărul 6 (povestire)
„Salonul numărul 6” (în rusă Палата № 6, transliterat: Palata nomer șest) este o nuvelă din 1892 a scriitorului rus Anton Cehov.

## Ecranizări
- Salonul numărul 6 (1978)